# 克拉克森 (紐約州普查規定居民點)
克拉克森（英語：Clarkson）是位於美國紐約州門羅縣的普查規定居民點。

## 人口
根據2020年美國人口普查的數據，克拉克森的面積為23.60平方千米，皆為陸地。當地共有人口4694人，而人口密度為每平方千米198.9人。